# Урдюхой
Урдохой — село в Шатойському районі Чеченської республіки.

## Географія
Розташоване на правому березі річки Аргун, межує на заході з Пам'ятой, на північному заході з Ніхалой, на сході з Дех-Їсте, на північному заході з Мускалі. На території населеного пункту знаходиться озеро Голубоє.